# Sukcesy Rangers F.C.
Sukcesy Rangers F.C. – wykaz wszystkich trofeów wywalczonych przez Rangers na przestrzeni 140 lat istnienia. Klub z Glasgow jest najbardziej utytułowanym przedstawicielem piłki nożnej na świecie mając zdobyte łącznie 119 nagród w licencjonowanych rozgrywkach krajowych i europejskich, wśród nich rekordowe 55 tytuły mistrzowskie i Puchar Zdobywców Pucharów z roku 1972.
Pierwszym oficjalnym trofeum, jakie trafiło na konto "The Gers" było zwycięstwo w inauguracyjnych rozgrywkach ligowych w 1891 r., a ostatnim - również tytuł najlepszej drużyny w kraju wywalczony w sezonie 2020/2021.
Na krajowych boiskach Rangers rekordowo - siedmiokrotnie zapisali na swoje konto Treble, a więc w trakcie trwania jednego sezonu zwyciężyli w zawodach ligowe, Puchar Szkocji i Puchar Ligi Szkockiej. Tego typu osiągnięcia przypadły na lata 1949, 1964, 1976, 1978, 1993, 1999 i 2003.

## Krajowe

### Liga
- Mistrzostwo Szkocji

Zwycięzcy (55): 1891, 1899, 1900, 1901, 1902, 1911, 1912, 1913, 1918, 1920, 1921, 1923, 1924, 1925, 1927, 1928, 1929, 1930, 1931, 1933, 1934, 1935, 1937, 1939, 1947, 1949, 1950, 1953, 1956, 1957, 1959, 1961, 1963, 1964, 1975, 1976, 1978, 1987, 1989, 1990, 1991, 1992, 1993, 1994, 1995, 1996, 1997, 1999, 2000, 2003, 2005, 2009, 2010, 2011, 2021
Wicemistrzowie (36): 1893, 1896, 1898, 1914, 1916, 1919, 1922, 1932, 1936, 1948, 1951, 1952, 1953, 1958, 1962, 1966, 1967, 1968, 1969, 1970, 1973, 1977, 1979, 1998, 2001, 2002, 2004, 2007, 2008, 2012, 2019, 2020, 2022, 2023, 2024, 2025
- Scottish Championship[5]

Zwyciezcy (1): 2016
- Scottish League One[6]

Zwycięzcy (1): 2014
- Scottish Third Division[7]

Zwycięzcy (1): 2013

### Puchary
- Puchar Szkocji

Zwycięzcy (34): 1894, 1897, 1898, 1903, 1928, 1930, 1932, 1934, 1935, 1936, 1948, 1949, 1950, 1953, 1960, 1962, 1963, 1964, 1966, 1973, 1976, 1978, 1979, 1981, 1992, 1993, 1996, 1999, 2000, 2002, 2003, 2008, 2009, 2022
Finaliści (18): 1877, 1879, 1899, 1904, 1905, 1921, 1922, 1929, 1969, 1971, 1977, 1980, 1982, 1983, 1989, 1994, 1998, 2016
- Puchar Ligi Szkockiej

Zwycięzcy (28): 1947, 1949, 1961, 1962, 1964, 1965, 1971, 1976, 1978, 1979, 1982, 1984, 1985, 1987, 1988, 1989, 1991, 1993, 1994, 1997, 1999, 2002, 2003, 2005, 2007, 2010, 2011, 2024.
Finaliści (9): 1952, 1958, 1966, 1967, 1983, 1990, 2009, 2020, 2023
- Scottish Challenge Cup

Zwyciezcy (1): 2016
Finaliści (1): 2014

## Międzynarodowe
- Puchar Zdobywców Pucharów

Zwycięzcy (1): 1972
Finaliści (2): 1961, 1967
- Puchar UEFA

Finaliści (1): 2008
- Liga Europy UEFA

Finaliści (1): 2022
- Superpuchar Europy

Finaliści (1): 1972

## Inne

### Liga
- Emergency War league

Zwycięzcy (1): 1940
- Southern League

Zwycięzcy (6): 1941, 1942, 1943, 1944, 1945, 1946
- Glasgow League

Zwycięzcy (2): 1895/96, 1897/98

### Puchary
- Emergency War Cup

Zwycięzcy (1): 1940
- Southern League Cup

Zwycięzcy (4): 1941, 1942, 1943, 1945
- Glasgow Cup

Zwycięzcy (50): 1893, 1894, 1897, 1898, 1900, 1901, 1902, 1911, 1912, 1913, 1914, 1918, 1919, 1922, 1923, 1924, 1925, 1930, 1932, 1933, 1934, 1936, 1937, 1938, 1940, 1942, 1943, 1944, 1945, 1948, 1950, 1954, 1957, 1958, 1960, 1969, 1971, 1975, 1976, 1979, 1983, 1985, 1986, 1987, 2009, 2010, 2012, 2013, 2018, 2022
- Glasgow Merchants and Charity Cup

Zwycięzcy (32): 1878/79, 1896/97, 1899/00, 1903/04, 1905/06, 1906/07, 1908/09, 1910/11, 1918/19, 1921/22, 1922/23, 1924/25, 1927/28, 1928/29, 1929/30, 1930/31, 1931/32, 1932/33, 1933/34, 1938/39, 1939/40, 1940/41, 1941/42, 1943/44, 1944/45, 1945/46, 1946/47, 1947/48, 1950/51, 1954/55, 1956/57, 1959/60

### Pozostałe wyróżnienia
- Rangers Sports Trophy

Zwycięzcy (1): 1890
- Glasgow International Exhibition Cup

Zwycięzcy (1): 1901
- Scottish National Exhibition Tournament

Zwycięzcy (1): 1908
- Lord Provosts Cup

Zwycięzcy (1): 1921
- British Championship

Zwycięzcy (1): 1933
- Sir Archibald Sinclair Cup

Zwycięzcy (1): 1942
- Summer Cup

Zwycięzcy (1): 1942
- Scottish Victory Cup

Zwycięzcy (1): 1946
- Paisley Chartiy Cup

Zwycięzcy (1): 1972
- Jet Cup

Zwycięzcy (1): 1977
- Tennent Caledonian Cup

Zwycięzcy (1): 1978
- Drybrough Cup

Zwycięzcy (1): 1979
- Dubai Champions Cup

Zwycięzcy (1): 1987
- Forum Cup

Zwycięzcy (1): 1991
- Ibrox International Challenge Trophy

Zwycięzcy (1): 1995
- Wernesgruner Cup

Zwycięzcy (1): 2003
- Walter Tull Memorial Cup

Zwycięzcy (1): 2004
- Blackthorn Cup

Zwycięzcy (1): 2013